# Rodrigo Moreno Machado
Rodrigo Moreno Machado (Rio de Janeiro, 1991. március 6. –), vagy egyszerűen csak Rodrigo, spanyol válogatott labdarúgó, a Leeds United csatára.

## Statisztika

### Klubcsapatban
2019. május 18-án frissítve.
| Klub             | Szezon           | Bajnokság | Bajnokság | Kupa  | Kupa  | Ligakupa | Ligakupa | Európa | Európa | Összesen | Összesen |
| Klub             | Szezon           | Mérk.     | Gólok     | Mérk. | Gólok | Mérk.    | Gólok    | Mérk.  | Gólok  | Mérk.    | Gólok    |
| ---------------- | ---------------- | --------- | --------- | ----- | ----- | -------- | -------- | ------ | ------ | -------- | -------- |
| Real Madrid B    | 2009–10          | 18        | 5         | —     | —     | —        | —        | —      | —      | 18       | 5        |
| Real Madrid B    | Összesen         | 18        | 5         | —     | —     | —        | —        | —      | —      | 18       | 5        |
| Bolton Wanderers | 2010–11          | 17        | 1         | 2     | 0     | 1        | 0        | —      | —      | 20       | 1        |
| Bolton Wanderers | Összesen         | 17        | 1         | 2     | 0     | 1        | 0        | —      | —      | 20       | 1        |
| Benfica          | 2011–12          | 22        | 9         | 3     | 2     | 4        | 4        | 9      | 1      | 38       | 16       |
| Benfica          | 2012–13          | 20        | 7         | 6     | 2     | 3        | 1        | 10     | 1      | 39       | 11       |
| Benfica          | 2013–14          | 26        | 11        | 5     | 2     | 3        | 1        | 9      | 4      | 43       | 18       |
| Benfica          | Összesen         | 68        | 27        | 13    | 6     | 10       | 6        | 28     | 6      | 120      | 45       |
| Valencia         | 2014–15          | 31        | 3         | 1     | 1     | —        | —        | —      | —      | 32       | 4        |
| Valencia         | 2015–16          | 25        | 2         | 4     | 2     | —        | —        | 9      | 3      | 38       | 7        |
| Valencia         | 2016–17          | 19        | 5         | 2     | 2     | —        | —        | —      | —      | 21       | 7        |
| Valencia         | 2017–18          | 37        | 16        | 7     | 3     | —        | —        | —      | —      | 44       | 19       |
| Valencia         | 2018–19          | 33        | 8         | 6     | 4     | —        | —        | 11     | 2      | 50       | 14       |
| Valencia         | Összesen         | 145       | 34        | 20    | 12    | —        | —        | 20     | 5      | 185      | 51       |
| Karrier összesen | Karrier összesen | 248       | 67        | 37    | 18    | 11       | 6        | 48     | 11     | 344      | 102      |

### Válogatottban
2019. március 26-án frissítve.
| Spanyolország | Spanyolország | Spanyolország | Spanyolország |
| Év            | Mérk.         | Gólok         |               |
| ------------- | ------------- | ------------- | ------------- |
| 2014          | 1             | 0             |               |
| 2017          | 2             | 1             |               |
| 2018          | 12            | 3             |               |
| 2019          | 2             | 1             |               |
| Összesen      | 17            | 5             |               |

## Sikerei, díjai

### Klub
- Benfica
  - Portugál bajnok: 2013–14
  - Portugál kupa: 2013–14
  - Portugál ligakupa: 2011–12, 2013–14

- Valencia
  - Spanyol kupa: 2018–19

### Válogatott
- Spanyolország U21
  - U21-es Európa-bajnokság: 2013